# 王以敏
王以敏（1855年—1921年），原名以慜，字子捷，号梦湘，湖南省武陵（今日常德市）人。清末官员、诗人。

## 生平
光緒十六年（1890年）庚寅恩科二甲進士。同年五月，改翰林院庶吉士。光緒十八年五月，散館，授翰林院編修。光緒二十年，任甘肅鄉試副考官。光緒二十九年，署江西撫州府知府，后权江西南康府知府。宣統一年，任江西瑞州府知府。1911年辛亥革命后弃官，后任清史館協修。卒於民國十年。

## 著作
王以敏工诗，與王先謙、王闓運並稱“湘中三王”，有《檗隖诗存》、《晚晴簃诗汇》等收其诗作。